# Ганчерюк (Ганчарюк) Семен
ГАНЧЕРЮК (ГАНЧАРЮК) Семен (Сень, Сенько)  (1885 — †грудень 1930) — громадсько-політичний діяч, член Української Національної Ради, український комісар буковинських залізниць в листопаді 1918 р.
Народився в с. Рогізна Чернівецького приміського повіту на Буковині (тепер в межах м. Чернівці) в сім'ї бідного селянина. З 1898 р. навчався в ІІ державній українсько-німецькій гімназії в Чернівцях. Навчаючись в гімназії, мешкав в українській «Бурсі імені Осипа Федьковича» — інтернаті для позаміських українських дітей, які навчалися в середніх школах м. Чернівців, який утримувало товариство «Український Народний Дім в Чернівцях». Студіював право в Чернівецькому університеті, в 1910 р. був членом правління академічного товариства «Союз». Після завершення навчання з листопада 1911 р. був іменований  волонтером на залізничній станції Жучка залізничної дирекції Чернівці, з 1912 р. — службовцем-аспірантом, з липня 1914 р. — службовцем асистентом 10-го рангу залізничної станції Жучка.
В січні 1916 р. разом з О. Купчанком організував з довколишнього українського учительства групу самаритян для надання постійної допомоги хворим і пораненим жовнірам на станції Жучка. В травні 1918 р. засновник та перший голова товариства українських залізничних урядників у Чернівцях, учасник крайових конференцій українських залізничників у Львові.

## У боротьбі за права українського народу
28.10.1918 р. був кооптований (тобто, введений до складу якого-небудь виборного органу, без проведення додаткових виборів) до складу Буковинської делегації Української Національної Ради як представник залізничників.
Підпис С. Ганчерюка стоїть під маніфестом Буковинської делегації УНР «До українського народу Буковини!», який закликав буковинських українців прийти на Віче 03.11.1918 р. та проголосити свою волю жити в українській державі.
29.10.1918 р. провів переговори з делегацією українських залізниць Наддніпрянщини, очолюваної президентом українських залізниць Кириловичем та представив її на засіданні Буковинської делегації УНР.
01.11.1918 р. опівдні отримав від М. Кордуби завдання підготувати паровий локомотив та вагони для відправлення до Львова перших 400 січових стрільців з розквартированого в Чернівцях вишколу та легіону УСС. Вже о 16:00 транспорт виїхав на Львів. 06.11.1918 р. призначений Буковинською делегацією УНР комісаром при управі руху (дирекції залізничного сполучення) в Чернівцях. 06.11.1918 р. об 11.30 разом з депутатом  буковинського крайового сейму Є. Пігуляком перебрав владу в залізничній дирекції та приступив до виконання своїх обов'язків комісара Буковинської делегації УНР.
В січні 1919 р. арештований в рамках розв'язаного румунською владою масового антиукраїнського терору після запровадження стану облоги на Північній Буковині. Протест проти арешту залізничного урядника Ганчерюка міститься в заяві, яку склав перед Української Національною Радою голова Буковинської делегації УНР О. Попович.
29.03.1919 р. виїхав з Чернівців на територію, підконтрольну ЗУНР, разом з сотнями інших українських залізничників та залізничних службовців, які відмовилися присягати на вірність румунському королеві. Працював у Станиславівській дирекції залізниць, разом з іншими буковинськими залізничниками та залізничними службовцями забезпечуючи працездатність залізничної системи ЗУНР. Після окупації Галичини поляками не повернувся на Буковину, де він і його сім'я в Рогізні зазнали політичних переслідувань від румунських окупантів, а продовжив фахову працю в Станиславові як старший асесор державних залізниць в Польщі. Помер і похований в Станиславові.